# La Peur de la nature
La Peur de la nature est un essai de François Terrasson, publié en 1988 aux éditions Sang de la Terre, et réédité en 1991 puis en 2007.

## Résumé
Dans ce premier essai parmi une série consacrée aux rapports que l'homme entretient avec la nature, le chercheur François Terrasson examine la perception que l'homme a de la nature, et en tire les raisons qui finalement poussent à la détruire : la peur de tout ce qui est « organique, griffu, gluant, vaseux... ». 

## Thèmes
L'ouvrage aborde la question des shamans, des druides, des sorcières et du légendaire autour de la nature. François Terrasson note par exemple que la représentation du Diable occidental, avec « cornes, queue et sabot », renvoie à la nature incontrôlée. Il aborde aussi l'importance de l’inconscient et des émotions. 

## Éditions
- François Terrasson, La Peur de la nature, Paris, Sang de la Terre, 1991, 2e éd., 192 p. (ISBN 2-8698-5040-9 et 9782869850408)
- François Terrasson, La Peur de la nature : Au plus profond de notre inconscient, les vraies causes de la destruction de la nature, Paris, Sang de la Terre, coll. « La Pensée écologique », 2007, 3e éd., 270 p. (ISBN 978-2-8698-5177-1 et 2-8698-5177-4)Édition enrichie d'interviews